# Acacia ammophila
Acacia ammophila é uma espécie de leguminosa do gênero Acacia, pertencente à família Fabaceae.